# 5. oktober
5. oktober er dag 278 i året i den gregorianske kalender (dag 279 i skudår). Der er 87 dage tilbage af året.
- Placidus dag. Søn af en rig romer, som hjalp Benedikt med at bygge dennes munkekloster. Han blev siden en af Benedikts disciple, og led martyrdøden omkring år 500.
- FN's Internationale dag for lærere.

### Begivenheder
Født - Dødsfald
- 1864 - Calcutta ødelægges næsten fuldstændig af en cyklon, og 60.000 mennesker omkommer.
- 1871 - Stiftende generalforsamling i Den Danske Landmandsbank i Hotel Phoenix, København .
- 1925 - Norge meddeler England, at man ikke vil anerkende Danmarks ret til Grønland, og en længerevarende politisk krise begynder mellem de to skandinaviske lande.
- 1930 - Det engelske luftskib R101 forulykker over Frankrig på sin jomfrurejse fra England til Indien. 46 af de ombordværende omkommer.
- 1931 - Major Clyde Pangborn og Hugh Horndorn bliver de første, der flyver nonstop over Stillehavet.
- 1938 - Pas tilhørende jøder i Nazi-Tyskland erklæres ugyldige, med mindre passet er stemplet med et "J".
- 1962 - The Beatles' første single, Love Me Do, udsendes i Storbritannien.
- 1964 - Gennem en tunnel under Berlinmuren lykkes det 57 østberlinere at flygte til Vestberlin. Det er den største flugt siden murens opførelse.
- 1965 - Henry Mancini får en guldplade for musikken til filmen Den lyserøde panter med Peter Sellers.
- 1966 - Tronfølgeren prinsesse Margrethe forlover sig med "en fransk diplomat" – den kommende prins Henrik.
- 1967 - Hassanal Bolkiah bliver sultan af Brunei efter hans far, Omar Ali Saifuddien, har abdiceret.
- 1968 - Under katolske borgerretsforkæmperes demonstration i Londonderry i Nordirland mod diskriminationen af katolikker, kommer det til blodige gadekampe med protestanter. Dermed indledtes terroristgruppernes kamp om Nordirland.
- 1969 - Første afsnit af Monty Pythons Flyvende Cirkus udsendes i Storbritannien.
- 1974 - Amerikaneren David Kunst afslutter den første bekræftede gåtur Jorden rundt. Han var startet 20. juni 1970 og gik 23.250 km gennem fire kontinenter. Amerikaneren George Matthew Schilling hævdes at have gået Jorden rundt fra 1897 til 1904, men det har ikke kunnet bekræftes.
- 1977 - I Malmø taber det danske fodboldlandshold 1-0 til Sverige.
- 1982 - Der sættes hastighedsrekord på skinner, da en ubemandet, raketdrevet slæde når op på 9.851 km/t. Rekorden blev sat over en 15,2 km lang strækning på White Sands Missile Range i New Mexico, USA.
- 1988 - Ved en folkeafstemning i Chile siger 53,5 procent nej til at lade diktatoren, præsident Augusto Pinochet, fortsætte som præsident, da de stemmer på oppositionspartiet. Pinochet meddelte dog, at han agtede at sidde præsidentperioden ud til marts 1990.
- 1990 - Justitsminister Hans Engell (C) giver 6 hoteller tilladelse til at drive kasino fra den 1. januar 1991. 41 havde søgt om tilladelse – men de resterende fik afslag.
- 1990 - Den første levertransplantation i Danmark foretages på Rigshospitalet.
- 1991 - Den første officielle version af Linux kernel, version 0.02, frigives.
- 1994 - I alt 48 mennesker findes døde - skudt, kvalt eller brændt - i to schweiziske landsbyer - Cheiry og Granges sur Salvan. De tilhørte alle den religiøse sekt “Soltemplets Orden” og formodedes at have begået kollektivt selvmord.
- 2000 - I Jugoslaviens hovedstad Beograd indtager demonstranter Parlamentet og afsætter ved et ublodigt kup diktatoren, præsident Slobodan Milosevic. Milosevic havde 24. september tabt præsidentvalget, men nægtede at anerkende sit nederlag og gjorde brug af omfattende svindel for at blive ved magten. Ny præsident bliver Vojislav Kostunica, der også havde vundet præsidentvalget.
- 2001 - I Florida, USA, dør en 63-årig mand efter at have indåndet miltbrandsporer. I den følgende tid kommer nye tilfælde af miltbrand frem dag for dag, og en verdensomspændende miltbrandpanik breder sig.
- 2004 - Elever og studerende demonstrerer imod nedskæringer under parolen STOP NU. Over 50.000 mennesker deltager på landsplan. Protesterne er indirekte årsag til at undervisningsminister Ulla Tørnæs kort efter må forlade sin post.
- 2005 - Svenskeren Thomas Hammarberg bliver valgt til ny menneskerettighedskommisær til Europarådet.
- 2006 - Kontrolbesøg ved vandboring i Greve afslører at plomberingen er brudt op, samt at drikkevandsboringen er søgt forgiftet med rottegiften stryknin. Det viser sig senere at være ubetænksomme drengestreger!
- 2006 - Dansk soldat dræbes under ildkamp nær Basra i Irak. Det er det sjette danske offer under indsatsen i Irak.
- 2006 - På et pressemøde offentliggøres det, at Kronprins Frederik går efter en plads i Den Internationale Olympiske Komite, IOC.

### Født
- 1713 - Denis Diderot, fransk filosof og encyclopædist (død 1784).
- 1840 - Vilhelm Topsøe, dansk forfatter og journalist (død 1881).
- 1864 - Louis Lumière, fransk filmpioner (død 1948).
- 1887 - Nils Middelboe, dansk fodboldspiller (død 1976).
- 1890 - Johannes Brøndsted, dansk historiker og arkæolog (død 1965).
- 1900 - Margherita Flor, kgl. dansk operasanger (død 1991).
- 1909 - Tove Ólafsson, dansk billedhugger (død 1992).
- 1916 - Stetson Kennedy, amerikansk forfatter (død 2011).
- 1930 - Pavel Popovitsj, sovjetisk kosmonaut (død 2009).
- 1936 - Václav Havel, forfatter samt sidste præsident for Tjekkoslovakiet og første præsident for Tjekkiet (død 2011).
- 1941 - Anne-Lise Gabold, dansk skuespiller.
- 1944 - Nils Malmros, dansk filminstruktør og læge.
- 1947 - Ken Gudman, dansk trommeslager (død 2003).
- 1949 - Thomas Clausen, dansk pianist, komponist og orkesterleder.
- 1951 - Bob Geldof, irsk sanger, sangskriver og politisk aktivist.
- 1957 - Jakob Nielsen, dansk datalog og ekspert i brugergrænsefladedesign.
- 1958 - Neil deGrasse Tyson, amerikansk astrofysiker
- 1973 - Cédric Villani, fransk matematiker.
- 1975 - Kate Winslet, engelsk skuespiller.
- 1979 - Robert Hansen, dansk skuespiller.
- 1984 - Kenneth Hove, dansk jazzmusiker.
- 1992 - Kevin Magnussen, dansk racerkører.
- 1996 - Frederik Thorenfeldt Poulsen, dansk skuespiller.

### Dødsfald
- 1791 - Grigorij Potemkin, russisk fyrste og politiker (født 1739).
- 1880 - Jacques Offenbach, tysk-fransk komponist (født 1819).
- 1897 - A.D. Jørgensen, dansk historiker, rigsarkivar og forfatter (født 1840).
- 1904 - Christoffel Bisschop, hollandsk maler (født 1828)
- 1915 - Otto Malling, dansk komponist og organist (født 1848).
- 1918 - Roland Garros, fransk pilot (født 1888).
- 1926 - Helge Nissen, kgl. dansk operasanger (født 1871).
- 1943 - Ole Olsen, dansk direktør og grundlægger (født 1863).
- 1949 - Aage Friis, dansk historiker (født 1870).
- 1967 - Henry Lohmann, kgl. dansk skuespiller (født 1924).
- 1972 - Børge Mogensen, dansk møbelarkitekt og -designer (født 1914).
- 1981 - Sven Gyldmark, dansk film- og revykomponist (født 1904).
- 1983 - Peter Kitter, dansk skuespiller og parodist (født 1915).
- 1991 - Jørgen Beck, dansk skuespiller (født 1914).
- 1994 - Claus Jespersen, dansk cirkusmand (født 1946).
- 2006 - Christian Lillelund, direktør, tidligere chefredaktør for Dagbladet Børsen (født 1935).
- 2011 - Steve Jobs, medstifter af Apple Inc. (født 1955).

|  | Denne datoartikel kan blive bedre, hvis der indsættes et (bedre) billede Du kan hjælpe ved at afsøge Wikimedia Commons for et passende billede eller uploade et godt billede til Wikimedia Commons iht. de tilladte licenser og indsætte det i artiklen. |